# Noel Redding

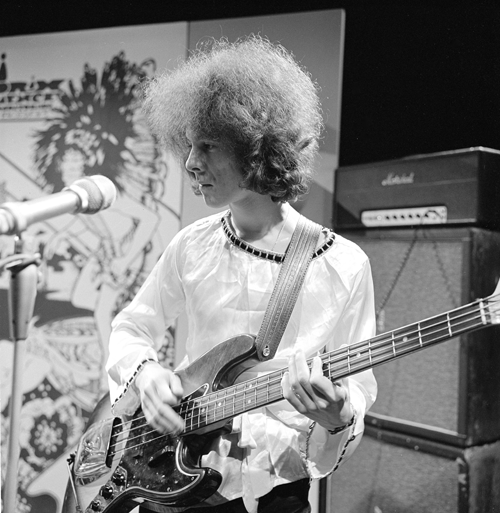
Noel Redding (1967, bei einem TV-Auftritt der Jimi Hendrix Experience)

Noel Redding (* 25. Dezember 1945 in Folkestone, Kent, Vereinigtes Königreich; † 11. Mai 2003 in Clonakilty, County Cork, Irland) war ein britischer Gitarrist und Bassist.

## Laufbahn
Redding war in den frühen 60er Jahren Gitarrist der britischen Band Neil Landon and the Burnettes. Berühmt wurde er allerdings hauptsächlich als Bassist der Gruppe The Jimi Hendrix Experience, die Jimi Hendrix 1966 zusammen mit ihm und dem Schlagzeuger Mitch Mitchell gründete. Noel meldete sich auf eine Anzeige im Melody Maker, in der Eric Burdon neue Gitarristen für seine neue Band The Animals suchte. Chas Chandler fragte ihn während dieser Session, ob er Bass mit Hendrix spielen könne. Noel hatte keine Erfahrung mit dem Instrument, doch Jimi Hendrix mochte seine wolligen Haare, die ihn an Dylan erinnerten, und Redding wurde engagiert. Die komplette Band wurde von Chas Chandler zusammengestellt. 1969 löste sich die Experience wieder auf.
Redding gründete daraufhin mit Neil Landon und anderen die Band Fat Mattress, in der er wieder Gitarre spielte. In den 70ern gründete er die Noel Redding Band. Aufgrund finanzieller Probleme sah er sich 1974 veranlasst, seine Rechte an den Aufnahmen der Jimi Hendrix Experience für 100.000 Dollar zu verkaufen. Deshalb profitierte er auch nicht von den zahlreichen Wiederveröffentlichungen des Materials. Laut eigenen Angaben spielte er zuletzt 1989 mit Mitch Mitchell in Irland.
1996 veröffentlichte Redding seine Autobiografie Are you Experienced?, in der er die Zeit mit der Experience reflektierte und insbesondere darlegte, wie Management und Anwälte die Unerfahrenheit der Bandmitglieder in finanziellen und juristischen Belangen ausnutzten.
Noel Redding starb am 11. Mai 2003 im Alter von 57 Jahren. Er wurde in seinem Haus in Clonakilty, County Cork, Irland aufgefunden. Todesursache war ein Riss der Bauchaorta durch ein Aneurysma.

## Equipment
Noel Redding spielte anfangs einen Gibson EB-2, den ihm der Manager der Experience, Chas Chandler (früher Bassist bei den Animals), geliehen hatte, sowie einen sechssaitigen Fender VI, der ihm als eigentlichem Gitarristen den Umstieg auf den Bass erleichtern sollte. Auf Anraten von John Entwistle kaufte er im Februar 1967 einen sunburstfarbenen Fender Jazz Bass, der sein Hauptinstrument während der Zeit mit der Experience werden sollte und den er Anfang der Achtziger an einen Sammler für 10 000 $ verkaufte. Im Jahr 1997 brachte Fender ein Signature-Modell, genannt Noel Redding Jazz Bass heraus. Auf dem Hendrix-Album Axis: Bold As Love setzte Redding außerdem einen 8-saitigen Hagström ein.
Redding war Plektrum-Spieler, auch dies war seinem Hintergrund als Gitarrist geschuldet. In der Anfangszeit spielte Redding hauptsächlich Burns-Verstärker.
Marshall Amps durften natürlich auch auf keiner Bühne fehlen. Die damals zeitgenössischen Plexis eigneten sich sowohl für Gitarre als auch für Bass. So teilte er sich seine Verstärker durchaus auch mit Jimi Hendrix. Ab 1968 benutzte Redding sehr häufig auch Verstärker von Sunn.

## Diskografie

### Mit The Loving Kind
- Accidental Love/Nothing Can Change This Love (Piccadilly 7N 35299) 1966
- Love The Things You Do/Treat Me Nice (Piccadilly 7N 35318) 1966
- Ain't That Peculiar/With Rhyme And Reason (Piccadilly 7N 35342) 1966

### Mit Jimi Hendrix Experience
- Are You Experienced, (Polydor 184085) 1967
- Axis: Bold as Love, (Polydor 184110) 1967
- Smash Hits, (Polydor 184138) 1968
- Electric Ladyland, (Polydor 2612002) 1968
- Rainbow Bridge, (Reprise K44159) 1971; Bass auf Look Over Yonder
- Loose Ends, (Polydor 2310301) 1973; Bass auf The Stars That Play With Laughing Sam's Dice
- Radio One (Castle Communications) 1989
- BBC Sessions (MCA) 1998
- Valleys of Neptune (Sony Legacy) 2010

### Mit Fat Mattress
- Fat Mattress (Polydor 583056) 1969
- Fat Mattress 2 (Polydor 2383025) 1970
- Naturally/Iridescent Butterfly (Polydor 56352) 1969.
- Magic Lanterns/Bright New Way (Polydor 56367) 1969.
- Highway/Black Sheep Of The Family (Polydor 2058 053) 1970

### Mit Screaming Lord Sutch
- Lord Sutch and Heavy Friends (Atlantic) 1970

### Mit Road
- Road (1972)

### Mit Noel Redding Band
- Clonakilty Cowboys (RCA APL11237) 1975
- Blowin (RCA APL11863) 1976
- Roller Coaster Kids/Snowstorm (RCA 2662)
- Take It Easy/Back On The Road Again (RCA PB 9026)

### Mit Mick Taylor Band
- Little Red Rooster (Woodstock Tapes WT5109) 2007

### Solo
- The Experience Sessions (Image Entertainment) 2004; mit Jimi Hendrix an Gitarre/Bass bei acht der zwölf Tracks[9]